# Ficedula strophiata
El papamoscas gorgirrojo (Ficedula strophiata) es una especie de ave paseriforme de la familia Muscicapidae propia de las montañas del sur de Asia. 

## Distribución y hábitat
El papamoscas gorgirrojo se encuentra en los bosques de montaña templados y subtropicales desde el Himalaya hasta China y el sudeste asiático.